# 骨盤骨折
骨盤骨折（こつばんこっせつ、英: Pelvic fracture）は、骨盤が骨折した状態のことである。仙骨、股関節の骨(坐骨、恥骨、腸骨)、尾骨のいずれかの骨折が含まれる。症状は痛み、特に動かしたときに生じる痛みである。合併症には内出血、膀胱の外傷、膣の外傷があげられる。
一般的な原因は転倒、交通事故、歩行中に車に当たられた場合、直接の挫傷があげられる。 若い人が骨盤骨折する原因は重度の損傷によることが多いが、高齢者の場合は重度の損傷が原因であることは少ない。骨盤骨折には安定型と不安定型の2種類に分けられる。不安定型の骨折はさらに前部後部の圧迫、横方向の圧迫、せん断力、これらが組み合わさったものに分類される。診断は疑われる症状とX線やCTスキャンによる検査により確認される。患者の意識がはっきりしており骨盤に痛みがない場合、医療画像は必要はない。
緊急時の治療は一般的に医療的外傷救命手技に従っておこなわれる。この処置によりまず初めに止血と体液の補充がされる。出血を制御するのに骨盤バインダーまたはシーチングが用いられる。その他に血管造影塞栓術や腹腔前梱包などの処置が施される。安定化した後は、骨盤の外科的処置が必要な場合がある。
骨盤骨折は成人に生じる骨折の3％を占める。安定型骨折は一般的に治りやすい。不安定型の骨折による死亡率は15%であり、さらに低血圧のヒトの場合は死亡率が50％に上がる。不安定型の骨折は他の傷害と関連していることがよくある。